# Palau Montaner
El Palau Montaner és un edifici modernista situat als carrers de Mallorca, 278 i de Roger de Llúria, 99-101 de Barcelona, catalogat com a bé cultural d'interès local. A l'igual que el desaparegut veí Palau Simon, té un jardí lateral, ajustant la façana a ran de vorera i dibuixant el paisatge urbà amb la mateixa arquitectura, un disseny atípic per a les mansions individuals que habitualment tenen el jardí al davant, com les primeres edificacions del passeig de Gràcia.

## Història
El 1885, l'arquitecte Josep Domènech i Estapà va projectar una luxosa residència (actualment desapareguda) al carrer de Mallorca per a Francesc Simon i Font, copropietari de l'Editorial Montaner i Simon. Uns anys després, el 1889, el mateix arquitecte projectà una altra residència per al seu soci Ramon de Montaner i Vila, situada al costat de l'anterior.
Tanmateix, certes desavinences amb el propietari de la finca van portar a la renúncia de Domènech i Estapà quan ja s'havien construït la planta baixa i el primer pis. A partir de l'any 1891, Lluís Domènech i Montaner es va encarregar de la tercera planta i la decoració, amb l'ajuda de l'arquitecte Antoni Maria Gallissà i Soqué, que ja havia col·laborat amb ell en la construcció del Castell dels Tres Dragons al Parc de la Ciutadella. L'obra, que es donà per acabada l'any 1896, va comptar amb la col·laboració dels artistes més destacats del moment: els escultors Eusebi Arnau i Federico Bechini, el vitraller Antoni Rigalt, l'ebenista Gaspar Homar i el fuster Planas i Tort.
L'any 1980, l'arquitecte Marc Carbonell va restaurar l'edifici per a adequar-lo com a seu de la Delegació del Govern a Catalunya. La tardor del 2017, la constructora valenciana Torrescamara va finalitzar la restauració de les façanes amb pedra de Montjuïc i de Vila-seca, inclosa la forja i decoració ceràmica, segons va explicar la pròpia companyia.

## Descripció

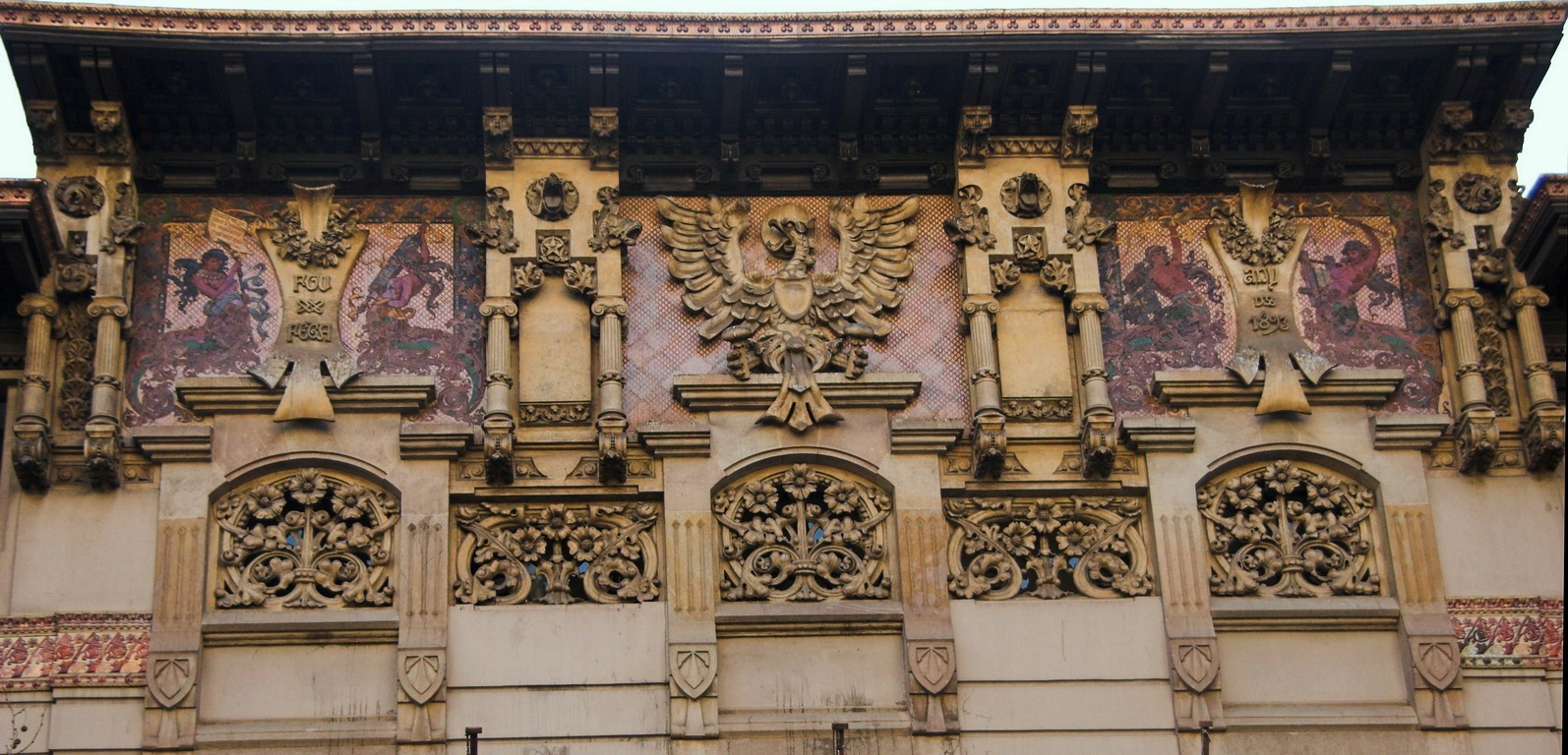
Detall dels plafons de mosaic vidriat

En tractar-se d'un edifici exempt, envoltat de jardí, presenta quatre façanes, de les quals només són visibles des de l'exterior les del carrer de Mallorca i de Roger de Llúria. L'accés principal es produeix des del primer carrer, encara que també disposa d'una entrada al jardí des del xamfrà amb Roger de Llúria. La finca està envoltada per un mur de pedra de Montjuïc i maó amb pilons i unes reixes i portes de ferro forjat i colat que havien estat dissenyades en estil eclèctic per Domènech i Estapà. Aquesta reixa està dotada d'una potent ornamentació a base d'abelles, dracs alats, elements florals i estrelles de cinc puntes.
Cmprèn semisoterrani, planta baixa, planta noble i un pis sota coberta a quatre vessants. La façana principal presenta un cos central que sobresurt del nivell de cornisament, mentre que la façana orientada al jardí presenta una tribuna que abraça els dos primers nivells. Ambdues façanes presenten un acabat petri que abraça la totalitat de la planta baixa, ornada a base de bandes horitzontals similars a les de la planta noble, que es presenta revestida, però, amb estucs. El darrer pis està aplacat amb plafons de ceràmica vidrada. La simplicitat estructural d'aquestes façanes queda contrarestada per la riquesa ornamental que envolta les seves obertures i, especialment, l'entaulament de la casa. Efectivament, els balcons ampitadors de la planta noble presenten llurs emmarcaments petris, així com les seves baranes, esculpides amb una traceria en forma de pinya, raïm i fullatge. Per la seva banda, les finestres de la segona planta es troben flanquejades per plafons de ceràmica vidrada que mostren la història i les tècniques de la impremta per mitjà d'escenes al·legòriques protagonitzades per dames.
La gran balconada central presenta una barana de pedra ornamentada a base de volutes entrellaçades. El coronament del cos central allotja una complexa decoració: les tres sobreportes dels balcons es presenten perforades amb traceries florals. Damunt seu sobresurten quatre pilastres ornades amb semicolumnelles jòniques, peixos i estrelles de cinc puntes. Centrant aquest coronament, una àguila de pedra i dos escuts amb la inscripció fou «feta l'any d.s. 1893» són envoltats de plafons ceràmics similars als que recorren la resta de les façanes. Rematant el conjunt, destaca la presència d'un ràfec de gran volada fet a base de bigues de fusta i teules.
A través de la porta principal s'accedeix a un vestíbul que, per mitjà de sis graons de marbre, condueix al gran vestíbul central. Aquest es concebé com un espai quadrangular que serveix de distribuïdor de la planta baixa i, al mateix temps, d'accés a la planta noble per mitjà d'una escala de tipus imperial. Aquest gran pati cobert comprèn els dos primers nivells de la casa en un espai únic cobert per una claraboia que proporciona il·luminació no tan sols a la planta baixa, sinó als tres trams de galeries que l'envolten al nivell de la planta noble. Aquest espai està decorat amb gran sumptuositat gràcies al voluptuós treball decoratiu en pedra i estuc, ebenisteria, vitrall i pintura. Les obertures d'aquest vestíbul presenten llurs emmarcaments de pedra completament ornats de relleus i semicolumnes jòniques. Per la seva banda, els murs es presenten aplacats amb un arrimador de pedra que contrasta amb la potent decoració a base d'esgrafiats daurats dels panys superiors. Pel que fa a l'escala, presenta llurs graons de marbre granat tancats per unes baranes de pedra amb escultures de dracs alats, lleones i elements florals entrellaçats amb volutes vegetals. Coronant el primer replà de l'escala s'alça una finestra serliana tancada amb vitralls i sostinguda per quatre cariàtides femenines que ostenten els atributs de l'hospitalitat: la sal, l'aigua, el vi i el pa. Per damunt d'aquesta al·legoria que dona la benvinguda s'hi desplega el ventall que sosté el perfil de la claraboia i l'enteixinat de fusta que ornen els sostres d'aquest espai.
La resta de salons de la planta noble destaquen per la concepció unitària que es dona a totes les arts aplicades que participen de la decoració dels espais rellevants: mosaics, decoracions ceràmiques, vitralls, pintures, fusteries, estucs, vitralls i enteixinats es fonen en un tot excel·lentment mesclat.